# Hollywood Rio 400k 1997
Hollywood Rio 400k 1997 var ett race som kördes den 11 maj på Autódromo Internacional Nelson Piquet i Rio de Janeiro, Brasilien. Tävlingen ingick i CART World Series säsongen 1997. Paul Tracy tog sin andra raka seger, och gick därmed upp i mästerskapsledning.

## Slutresultat
| Plats | Förare                | Team                     | Grid | Kvaltid |
| ----- | --------------------- | ------------------------ | ---- | ------- |
| 1     | Paul Tracy            | Marlboro Team Penske     | 5    | 39,350  |
| 2     | Greg Moore            | Forsythe Racing          | 8    | 39,388  |
| 3     | Scott Pruett          | Patrick Racing           | 7    | 39,387  |
| 4     | Alex Zanardi          | Chip Ganassi Racing      | 28   | -       |
| 5     | Raul Boesel           | Patrick Racing           | 18   | 40,101  |
| 6     | Bryan Herta           | Team Rahal               | 4    | 39,337  |
| 7     | Al Unser Jr.          | Marlboro Team Penske     | 9    | 39,540  |
| 8     | Mark Blundell         | PacWest Racing           | 20   | 40,482  |
| 9     | Jimmy Vasser          | Chip Ganassi Racing      | 13   | 39,764  |
| 10    | Bobby Rahal           | Team Rahal               | 3    | 39,337  |
| 11    | Gil de Ferran         | Walker Racing            | 10   | 39,609  |
| 12    | Parker Johnstone      | Team KOOL Green          | 14   | 39,804  |
| 13    | Max Papis             | Arciero-Wells Racing     | 21   | 40,892  |
| 14    | Richie Hearn          | Della Penna Motorsports  | 11   | 39,630  |
| 15    | André Ribeiro         | Tasman Motorsports       | 16   | 39,854  |
| 16    | P.J. Jones            | All American Racing      | 25   | 42,074  |
| 17    | Michel Jourdain Jr.   | Payton/Coyne Racing      | 26   | -       |
| 18    | Roberto Moreno        | Newman/Haas Racing       | 2    | 39,235  |
| 19    | Gualter Salles        | Davis/Craig Racing       | 12   | 39,667  |
| 20    | Juan Manuel Fangio II | All American Racing      | 27   | -       |
| 21    | Michael Andretti      | Newman/Haas Racing       | 6    | 39,355  |
| 22    | Maurício Gugelmin     | PacWest Racing           | 1    | 39,034  |
| 23    | Hiro Matsushita       | Arciero-Wells Racing     | 22   | 41,774  |
| 24    | Paul Jasper           | Payton/Coyne Racing      | 23   | 41,847  |
| 25    | Arnd Meier            | Payton/Coyne Racing      | 24   | 42,071  |
| 26    | Adrián Fernández      | Tasman Motorsports       | 17   | 39,941  |
| 27    | Dario Franchitti      | Hogan Racing             | 19   | 40,144  |
| 28    | Patrick Carpentier    | Bettenhausen Motorsports | 15   | 39,838  |